# Дик, Александр Яковлевич
Алекса́ндр Я́ковлевич Ди́к (род. 1 декабря 1949, Сталинабад, Таджикская ССР, СССР) — советский и российский актёр. Народный артист Российской Федерации (2002[уточнить]). Заслуженный артист РСФСР (1990).

## Биография
Первые роли на театральной сцене сыграл подростком на сцене Душанбинского русского драматического театра. По окончании Школы-студии МХАТ (курс А. М. Карева) в 1970 году принят в труппу Московского Художественного театра, однако руководитель театра Олег Ефремов не видел Дика в главных ролях репертуарных спектаклей. После разделения театра остался в МХАТе им. М. Горького под руководством Татьяны Дорониной. За эти годы сыграл множество ролей в спектаклях по произведениям классической отечественной и мировой литературы.
В 1982—1987 гг. играл в спектаклях Театра «Сфера». Занимался озвучиванием художественных фильмов и телепрограмм. В конце 1970-х вёл на «Маяке» передачу «Мелодии советской эстрады».
В 1994 году перешёл в Театр Российской Армии, где много работал с режиссёром Александром Бурдонским.
В 2009—2013 годах был художественным руководителем курса на кафедре актёрского мастерства Института современного искусства. Сейчас преподаёт актёрское мастерство в МГУКИ (курс В. Л. Стремовского).
Был женат на актрисе Кюнне Игнатовой (1972—1988), с которой они вместе работали во МХАТе. После смерти Игнатовой при не до конца установленных обстоятельствах, Дик снова женился. 11 марта 2015 года артист принял участие в ток-шоу на телеканале Россия-1, посвящённом памяти его жены Кюнны Игнатовой.

## Спектакли во МХАТе
- «Три толстяка» Ю. Олеши — Раздватрис, учитель танцев
- 1971 — «Последние» А. М. Горького — Пётр, позже — Александр, Якорев
- 1972 — «Записки Пиквикского клуба» Ч. Диккенса — Снодграсс, член клуба
- «Три сестры» А. П. Чехова — Тузенбах
- «Мария Стюарт» Ф. Шиллера — Мортимер
- «На дне» А. М. Горького — Барон
- «Последние дни» М. А. Булгакова — Пётр
- «Горячее сердце» А. Н. Островского — Наркис, приказчик Курослепова
- «На всякого мудреца довольно простоты» А. Н. Островского — Глумов
- 1975 — «Сладкоголосая птица юности» Т. Уильямса — Чанс Уэйн; Стафф, бармен отеля
- 1977 — «Дачники» А. М. Горького — Рюмин
- «Макбет» У. Шекспира — Малькольм

## Спектакли в Театре «Сфера»
- 1981 — «Нездешний вечер» (поэтическая композиция по стихам М. Цветаевой, А. Ахматовой, Н. Гумилёва, О. Мандельштама, И. Северянина, Д. Самойлова)
- 1982 — «Моль» Н. Погодина

## Спектакли в Театре Российской Армии
- «Маскарад» М. Лермонтова — Казарин
- «Бриллиантовая орхидея» Джерома Лоуренса и Роберта Ли — Ортон
- «Ваша сестра и пленница…» Л. Разумовской — Генри Дарнлей
- «Последний пылко влюблённый» Н. Саймона — Барни
- «Деревья умирают стоя» Алехандро Касона — Директор
- «Павел I» Д. С. Мережковского — французский посланник
- «На дне» М. Горького — Барон
- «Приглашение в замок» Ж. Ануйя — Роменвиль
- «Дуэт для солистки» Тома Кемпински — Филдинг
- «Много шума из ничего» Шекспира — Дон Педро
- «Волки и овцы» А. Островского) — Лыняев
- «Севильский цирюльник» Бомарше — Бартоло
- «Танцы с учителем» Ю. Гусмана и И. Фридберга — Фирсов Андрей Петрович, директор театра
- «Госпожа министерша» Б. Нушича — Доктор Нинкович, секретарь министерства иностранных дел
- «Игра на клавишах души» Нино Харатишвили — Эмиль Штайн
- 2015 — «Филумена Мартурано» Э. де Филиппо — Доменико Сориано

## Спектакли в МДТ им. Н. В. Гоголя
- «Последние» А. М. Горького — Иван Коломийцев

## Роли в кино
| Год  |    | Название                                                                 | Роль                                                |
| ---- | -- | ------------------------------------------------------------------------ | --------------------------------------------------- |
| 1970 | ф  | Штрихи к портрету В. И. Ленина (Фильм № 4 Коммуна ВХУТЕМАС)              | художник-имажинист                                  |
| 1972 | тф | Опасный поворот                                                          | Гордон Уайтхаус                                     |
| 1975 | тф | Старший мастер (телеспектакль)                                           | Имя персонажа не указано                            |
| 1976 | ф  | Сибирь (фильм, 1976)                                                     | поручик (6 серия)                                   |
| 1978 | ф  | Отец Сергий                                                              | маркиз                                              |
| 1979 | тф | Этот фантастический мир. Выпуск 2 (Маракотова бездна Артура Конан Дойля) | Сайрес Хедли                                        |
| 1981 | ф  | Кольцо из Амстердама                                                     | Имя персонажа не указано                            |
| 1982 | ф  | Смерть на взлёте                                                         | Верис Спелси, сотрудник торгового представительства |
| 1984 | ф  | Повести Белкина. Метель (фильм-спектакль)                                | Дравин                                              |
| 1987 | тф | Этот фантастический мир. Выпуск 12                                       | Питер Богерт                                        |
| 1987 | ф  | Христиане                                                                | прокурор                                            |
| 1992 | ф  | Одна на миллион                                                          | лётчик                                              |
| 1993 | ф  | Ваши пальцы пахнут ладаном                                               | Стентон                                             |
| 2000 | с  | Марш Турецкого (2 сезон)                                                 | Лев Яковлевич Горелов, капитан милиции              |
| 2009 | с  | «Частный сыск полковника в отставке» (фильм 1 «Дата собственной смерти») | Борис Михайлович Конышев                            |
| 2010 | ф  | Идеальный муж (Московский театр эстрады, режиссёр Павел Сафонов)         | граф Кавершем                                       |

## Озвучивание
- 2005 — Бэтмен: Начало / Batman Begins — Эрл, Ричард (Рутгер Хауэр)
- 2001 — Пароль «Рыба-меч» | Swordfish (США) :: Агент Дж. Т. Робертс (Дон Чидл)
- 1999 — Крестовый поход / Babylon 5 Project: Crusade — читает названия серий; капитан Дэниелс, доктор Лебэк
- 1998 — Граф Монте-Кристо / Le Comte de Monte Cristo — граф Монте-Кристо (Жерар Депардьё, перевод НТВ)
- 1998 — Карты, деньги, два ствола | Lock, Stock and Two Smoking Barrels (Великобритания) :: часть мужских ролей (перевод НТВ)
- 1998 — Красотки / Bimboland — Жерар Депардьё (перевод НТВ)
- 1997—1999 — Любовь и тайны Сансет Бич / Sunset Beach (перевод НТВ)
- 1996 — Стиратель / Eraser — Джон Крюгер (Арнольд Шварценеггер) (перевод НТВ)
- 1990—1993 — Дживс и Вустер / Jeeves and Wooster — Дживс
- 1973 — Изгоняющий дьявола / The Exorcist — половина мужских ролей
- 1988—2001 — «100 чудес света»: Борьба за Выживание
- «Завтрак у Тиффани» / Breakfast at Tiffany’s — Для НТВ+, мужские голоса